# 奥格莫县 (密歇根州)
奧格莫县（英語：Ogemaw County）是美國密歇根州下半島東北部的一個縣。面積1,488 平方公里。根據美國2000年人口普查，共有人口21,645人。縣治西布蘭奇。
成立於1840年4月1日，1867年3月7日被撤，1873年3月28日復設，縣政府成立於1875年4月27日。縣名紀念一位奧吉布瓦族薩吉諾部落的酋長Ogemakegato。。